# Garminge
Garminge (52° 49' 13" N 6° 37' 24" E) é uma cidade dos Países Baixos, na província de Drente. Garminge pertence ao município de Midden-Drente, e está situada a 15 km, a nordeste de Hoogeveen.
A área de Garminge, que também inclui as partes periféricas da cidade, bem como a zona rural circundante, tem uma população estimada em 70 habitantes.